# あいMYナイト
あいMYナイト(あいまいないと)とは、中国放送（RCC）で放送されていたラジオ番組である。パーソナリティはアイ先生。秘密の音園のスピンオフ的番組。秘密の音園は生放送だが、この番組は収録番組である。

## 概要
広島のBoys&Girlsと一握りのAdultたちのために、現役の英語講師でもあるアイ先生がトークを繰り広げたり、英語力を活かして洋楽の歌詞の解説をする、案外ためになる番組である。
2010年9月27日を以って番組終了。

## 放送時間
- 火曜日～金曜日　21:30～21:50　（2008年10月3日～2009年4月2日）
- 毎週月曜日　23:00～23:40　（2009年4月6日～2010年9月27日）

## 現在のコーナー
- あいまいランキング － 毎週音楽に関するランキングを、アイ先生自身の判断とリスナーの意見で決めていくコーナー。

## 終了したコーナー
- 俳句OH! － 毎週お題に英単語を発表し、その語を必ず5・7・5の下の5に入れて一句詠むコーナー。毎週優秀な作品を一つ選び、番組ホームページに掲載する。

- アイ先生の、バンドやろうぜ！ － 不定期コーナー。かつて音園内で青山さんや他の音園スタッフに誘いをかけていたが、向こうが消極的だったため、自然消滅しかけていたコーナー。jealkbとの約束や、自分のギターの復活により再加熱した。

- ジングルを考えよう! － 正式なタイトルではない（そもそも厳密にはコーナーですらない）。毎回Listening Tuneのコーナーの開始前に流れている一口ジングルをリスナーに考えて送ってもらう。

- サビの二行目 － 俳句OH!に替わるネタコーナー。誰もが知るヒット曲のサビの二行目の新しい歌詞を考える。コンセプトは音園で以前やっていた「アイ・ドルスター誕生！めざせ！アイドルマスター」とよく似ている。2010年4月より音園火曜日に移動した。

- Listening Tune － 毎日洋楽を1曲取り上げ、歌詞の解説を行うコーナー。

## エピソード
本来この番組は9月30日開始の予定であったが、9月30日～10月2日は野球中継の延長で前の番組が繰り下がってきた影響により放送中止となり、開始は3日後の金曜日となった。また、前週に収録した際に日付を喋っていた（本日は9月30日です。等）こともあり、第1週分の4本は全てお蔵入りとなった。そのため初回となった10月3日の放送分は急遽当日に録音された。